# Carlos Germano
Carlos Germano (14 d'agost de 1970) és un exfutbolista brasiler.

## Selecció del Brasil
Va formar part de l'equip brasiler a la Copa del Món de 1998.